# المرباخة (حبيش)

تعديل مصدري - تعديل

المرباخة هي إحدى قرى عزلة وادي المعقاب بمديرية حبيش التابعة لمحافظة إب، بلغ تعداد سكانها 356 نسمة حسب تعداد اليمن لعام 2004.